# Вуктыл (муниципальный округ)
Вуктыл (коми Вуктыл) —  муниципальное образование со статусом муниципального округа (в 2005―2023 гг. — городского округа) в составе Республики Коми Российской Федерации.
Округ сформирован в границах административно-территориального образования город республиканского значения Вуктыл с подчинённой ему территорией.
Административный центр — город Вуктыл.
Город Вуктыл и подчинённые его администрации населённые пункты приравнены к районам Крайнего Севера.

## География

Водопад «Вельдор-Кырта-Ель» в Верхних Воротах реки Щугор. Вуктыльский район, Национальный парк «Югыд ва».

Округ расположен в восточной части республики. Граничит с Троицко-Печорским районом, муниципальными районами «Сосногорск» и «Печора» и Ханты-Мансийским автономным округом.
На территории района — национальный парк «Югыд Ва», созданный 23 апреля 1994 года и включённый в 1995 году в список Мирового наследия ЮНЕСКО.

## История
С 1975 до 1989 года существовал Вуктыльский район с центром в рабочем посёлке Вуктыл, преобразованном в 1984 году в город. В Вуктыльском районе была пробурена в 1984—1993 годах Тимано-Печорская сверхглубокая скважина (СГ-5) глубиной 6904 метра. 17 июля 1989 года Вуктыл стал городом республиканского подчинения, а район упразднён с переподчинением его территории Вуктыльскому городскому совету.
В изначальной редакции Закона «О территориальной организации местного самоуправления в Республике Коми» предполагалось образование городского округа Вуктыл. Поправками от 5 июля 2005 года № 78-РЗ городской округ был преобразован в муниципальный район с образованием в его составе городского и сельских поселений.
13 сентября 2015 года жители района на референдуме проголосовали за изменение статуса муниципального района на городской округ, и Совет муниципального района «Вуктыл» обратился с этим предложением в Государственный Совет Республики Коми, который в декабре 2015 года принял соответствующий закон.
Законом от 29 марта 2023 года городской округ к 1 июня 2023 года был преобразован в муниципальный округ.

## Население
| 2009    | 2010    | 2011    | 2012    | 2013    | 2014    | 2015    |
| ------- | ------- | ------- | ------- | ------- | ------- | ------- |
| 16 209  | ↘14 873 | ↘14 753 | ↘14 248 | ↘13 790 | ↘13 261 | ↘12 728 |
| 2016    | 2017    | 2018    | 2019    | 2020    | 2021    | 2024    |
| ↘12 348 | ↘12 042 | ↘11 797 | ↘11 494 | ↘11 401 | ↘10 581 | ↘10 125 |

### Урбанизация
Городское население (город Вуктыл) составляет 88,9 % от всего населения округа.

### Национальный состав
По переписи 2010 года:
- Всего — 14 873 чел.
- русские — 9986 чел. (72,3 %),
- коми — 1489 чел. (10,8 %),
- украинцы — 1142 чел. (8,3 %)
- татары — 220 чел. (1,6 %)
- белорусы — 195 чел. (1,4 %)
- чуваши — 161 чел. (1,2 %)
- немцы — 105 чел. (0,8 %)
- указавшие национальность — 13804 чел. (100,0 %).

По итогам переписи населения 2020 года проживали следующие национальности (национальности менее 0,1 % и другое, см. в сноске к строке «Другие»):
| Национальность | Численность, чел. | Доля     |
| -------------- | ----------------- | -------- |
| Русские        | 7210              | 68,14 %  |
| Коми           | 757               | 7,15 %   |
| Украинцы       | 403               | 3,81 %   |
| Татары         | 85                | 0,80 %   |
| Чуваши         | 70                | 0,66 %   |
| Белорусы       | 55                | 0,52 %   |
| Немцы          | 43                | 0,41 %   |
| Башкиры        | 25                | 0,24 %   |
| Молдаване      | 20                | 0,19 %   |
| Азербайджанцы  | 19                | 0,18 %   |
| Узбеки         | 17                | 0,16 %   |
| Удмурты        | 17                | 0,16 %   |
| Армяне         | 17                | 0,16 %   |
| Марийцы        | 16                | 0,15 %   |
| Грузины        | 12                | 0,11 %   |
| Табасараны     | 11                | 0,10 %   |
| Другие         | 1804              | 17,06 %  |
| Итого          | 10 581            | 100,00 % |

## Населённые пункты
В состав административно-территориального и муниципального образования входят 11 населённых пунктов:
| №  | Населённый пункт | Тип     | Население |
| -- | ---------------- | ------- | --------- |
| 1  | Вуктыл           | город   | ↘9001     |
| 2  | Дутово           | село    | 957       |
| 3  | Кырта            | посёлок | 66        |
| 4  | Лемты            | посёлок | 221       |
| 5  | Лемтыбож         | посёлок | ↗174      |
| 6  | Подчерье         | село    | 710       |
| 7  | Савинобор        | деревня | 15        |
| 8  | Усть-Воя         | деревня | 20        |
| 9  | Усть-Соплеск     | посёлок | 151       |
| 10 | Усть-Щугер       | деревня | 27        |
| 11 | Шердино          | посёлок | 122       |

## Административно-территориальное устройство
Административно-территориальное устройство, статус и границы города республиканского значения Вуктыла с подчиненной ему территорией установлены Законом Республики Коми от 6 марта 2006 года № 13-РЗ «Об административно-территориальном устройстве Республики Коми»
Административно-территориальное образование включает пять административных территорий:
| № | Административная территория                                       | Административный центр | Населённые пункты                                              | Количество населённых пунктов |
| - | ----------------------------------------------------------------- | ---------------------- | -------------------------------------------------------------- | ----------------------------- |
| 1 | город республиканского значения Вуктыл с прилегающей территорией  | город Вуктыл           | город Вуктыл                                                   | 1                             |
| 2 | село Дутово с подчиненной ему территорией                         | село Дутово            | село Дутово, посёлок Лемты, деревня Савинобор, посёлок Шердино | 4                             |
| 3 | посёлок сельского типа Лемтыбож с подчиненной ему территорией     | посёлок Лемтыбож       | посёлок Лемтыбож                                               | 1                             |
| 4 | село Подчерье с подчиненной ему территорией                       | село Подчерье          | село Подчерье, посёлок Кырта                                   | 2                             |
| 5 | посёлок сельского типа Усть-Соплеск с подчиненной ему территорией | посёлок Усть-Соплеск   | посёлок Усть-Соплеск, деревня Усть-Воя, деревня Усть-Щугер     | 3                             |

## Муниципально-территориальное устройство
С 2005 до декабря 2015 года в муниципальный район Вуктыл входили одно городское и четыре сельских поселения:
| № | Муниципальное образование | Административный центр | Количество населённых пунктов | Население | Площадь, км² |
| - | ------------------------- | ---------------------- | ----------------------------- | --------- | ------------ |
| 1 | Вуктыл                    | город Вуктыл           | 1                             | ↘9001     | 72,94        |
| 2 | Дутово                    | село Дутово            | 4                             | ↘1010     | 76,11        |
| 3 | Лемтыбож                  | посёлок Лемтыбож       | 1                             | ↗174      | 23,75        |
| 4 | Подчерье                  | село Подчерье          | 2                             | ↘601      | 7,74         |
| 5 | Усть-Соплеск              | посёлок Усть-Соплеск   | 3                             | ↘134      | 9,78         |

В декабре 2015 года все муниципальные образования были упразднены и муниципальный район преобразован в городской округ, а в 2023 году — в муниципальный округ.